# Starting Over (La Toya Jackson)
Starting Over, conosciuto anche come Startin' Over, è un extended play della cantautrice e ballerina statunitense La Toya Jackson, pubblicato il 21 giugno 2011.

## Descrizione
La lavorazione dell'album cominciò nel 2001 quando Jackson scrisse Free the World in seguito agli attacchi dell'11 settembre. La positiva accoglienza della canzone spinse la cantante a scriverne altre fino a realizzare un intero album. Il titolo fa riferimento ai sei anni trascorsi dalla popstar lontana dalle scene per riorganizzare la sua vita dopo il divorzio dal manager Jack Gordon.
Il brano Starting Over fu completato a settembre 2002 e pubblicato come singolo promozionale l'anno successivo in modo da garantire un accordo per la distribuzione. Nel 2006 la canzone apparve anche su internet. L'uscita ufficiale dell'album fu posticipata per anni e nel frattempo la cantante registrò nuovo materiale.
Starting Over include tracce autobiografiche sul rapporto della cantante con il suo violento ex marito, sui litigi furibondi e i progetti di uccidere la sua famiglia. Il brano di apertura, Mafia Style, è un riferimento agli incontri di Gordon con i criminali nella Mulberry Street di New York.
La title track, Starting Over, fu registrata nel 2006, ma il progetto di pubblicarla quell'anno come singolo fu scartato. Fu invece utilizzata come jingle per una pubblicità della bevanda Star Ice, prodotta in Australia. All'inizio del 2007 la Ja-Tail pubblicò I Don't Play That, basata sulle esperienze della cantante nel reality show della CBS Armed and Famous. Nel 2009 pubblicò Home come singolo di beneficenza a favore dell'AIDS Project Los Angeles. I Don't Play That e Home non furono però incluse nell'EP.

## Accoglienza e successo commerciale
Starting Over uscì in versione digitale il 21 giugno 2011 in concomitanza con l'omonimo libro. La popstar si esibì con una versione remix durante il suo spettacolo Live and Uncensored a Stickam il 31 luglio 2011. Interpretò la stessa canzone il 4 settembre 2011 durante un episodio della serie televisiva La Academia sulla TV messicana.

## Tracce
1. Mafia Style – 0:49
2. Should've Left You – 3:27
3. No More Drama – 4:22
4. Don't Want You No More – 4:11
5. Free the World – 3:40
6. Just Wanna Dance – 4:18
7. Starting Over – 3:51